# Woldemar Lojander
Woldemar Lojander, född 29 mars 1895 i Fredrikshamn, död 10 juni 1963 i Helsingfors, var en finländsk läkare.
Lojander avlade medicine och kirurgie doktorsexamen 1925. Han var 1929–1936 docent och 1936–1962 professor i hygien vid Helsingfors universitet.
Lojander innehade talrika förtroendeuppdrag; var bland annat 1937–1963 medlem av Medicinalstyrelsens vetenskapliga råd och 1938–1954 ordförande i hälsovårdsutskottet vid Mannerheims barnskyddsförbund. Han hade även internationella uppdrag, bland annat inom WHO som expert på medicinsk utbildning, och tillhörde dess Finlandskommitté. Han hade sanitetsöverstelöjtnants grad och var under vinterkriget Högkvarterets hygieniker. Under fortsättningskriget handhade han inspektionen av de sanitära förhållandena i lägren för krigsfångar och lyckades effektivt bidra till att bekämpa en hotande fläcktyfusepidemi.